# Ашараф
Ашараф (араб. أشراف‎) — один из кланов южной части Сомали.

## Этимология
Слово «Ашараф» является сомалийской адаптацией арабского термина «шариф». В мусульманском мире первоначально право на этот титул имели лишь потомки Хасана — сына Али и внука Мухаммеда, однако позднее «шерифами» — как и сеидами — называли всех потомков Мухаммеда.

## Происхождение
В отличие от большинства других сомалийских кланов, которые ведут свое происхождение от двоюродного брата пророка Мухаммеда и старшего брата Али Акила ибн Аби Талиба, ашарафы заявляют о своем происхождении от Хасана и Хусейна, сыновей Али и дочери Мухаммеда Фатимы. Как и заявления других сомалийских кланов в этом отношении, эта предполагаемая генеалогия исторически несостоятельна.

## Современное положение
Ашараф принадлежат к более крупной группе сомалийских кланов, живущих в южных частях страны, называемой Бенадири. Будучи меньшинством, они подвергаются преследованию исламистских группировок, таких как «Аш-Шабааб».